# ادمون روش
ادمون روش (بالفرنسية: Edmond Roche)‏ هو كاتب مسرحي وشاعر فرنسي، ولد في 20 فبراير 1828 في كاليه في فرنسا، وتوفي في 24 ديسمبر 1861 في باريس في فرنسا.

## وصلات خارجية
- ادمون روش على موقع ميوزك برينز (الإنجليزية)